# بخش ددوفیچسکی
بخش ددوفیچسکی (به لاتین: Dedovichsky District) یک منطقهٔ مسکونی در روسیه است که در استان پسکوف واقع شده‌است.